# Clotilde Coulombe
Clotilde Coulombe (4 de abril de 1892 – 13 de mayo de 1985) fue una pianista canadiense y monja católica, cuñada del también músico Omer Létourneau.

## Vida y obra
Nacida en Quebec, Coulombe estudió con Joseph-Arthur Bernier. En 1911 se convirtió en la primera galardonada con el Prix d'Europe. Este premio le permitió seguir sus estudios en París, con Lucien Berton (voz), Alfredo Casella (piano), Camille Chevillard (músico de cámara), Alfred Cortot (piano) y Félix Fourdrain (armonía).
Volvió a Canadá en 1914, donde pasó un año actuando como concertista de piano, así como trabajando como profesora de música. Entonces entró en una orden religiosa en su ciudad natal, dedicando varios años a la vida religiosa. Una enfermedad la llevó a  a volver a su vida pública anterior y, tras su restablecimiento, se casó con Gaston Ouellette. Murió en Saint-Michel, Quebec a la edad de 93 años.